# 이회광
이회광(李晦光, 1862년 ~ 1933년)은 한국의 승려이다.

## 생애
양주 출신으로 19세에 출가하여 설악산 신흥사에서 정함스님에게 득도한 뒤 건봉사에서 보운스님의 법통을 이었다.
이회광은 역대 고승들의 행적을 적은 《동사열전》에 조선의 마지막 대강백(大講伯)으로 기록되었을 만큼 명망이 높은 승려였다. 이 때문에 한일 병합 조약 체결을 앞두고 1906년 조직된 친일 성향의 불교 단체 불교연구회는 1908년 원종이라는 종단을 창설해 이회광을 종정으로 추대했다.
이때부터 친일 행적을 보이기 시작한 이회광은 이용구의 권유에 따라 일본인 승려 다케다 한시(武田範之)를 원종 고문으로 임명하였고, 1910년 한일합방이 성사되자마자 일본의 소토슈(曺洞宗)와 연합을 추진했다. 연합 조인은 1910년 10월 6일의 일로, 이에 따르면 조선 불교가 일본 불교에 합병된 셈이었다. 일본으로 건너가 연합 조약을 직접 체결한 이회광은 ‘불교계의 이완용’으로 불리며 많은 반대에 부딪혔다. 조선총독부는 이듬해 사찰령을 발포하여 이회광이 추진한 소토슈와의 연합은 부결하였으나, 그를 해인사의 주지로 임명했다. 사찰령에 따라 통폐합된 30본산 연합체의 대표격인 주지회의원 초대 원장도 맡았다. 원종 고문으로 임명된 다케다는 일본 불교 소토슈 승려로 현성사 주기를 하였고, 을미사변에 참여하였으며 이용구를 통해서 동학의 분열과 일진회의 어용화를 획책한 사람이다.
이후 1915년에는 친일 단체인 불교진흥회를 조직하고 경술국적 중 한 명인 조중응을 고문으로 추대한 뒤, 또다른 친일 승려인 강대련과는 대립하면서 열성적인 친일 활동을 벌였다.
김구하, 강대련, 곽법경, 권상로 등 다른 친일 승려들과 함께 삼십본산연합사무소 위원장 김구하가 추진한 일본불교시찰단에 참여하여 일본에 다녀오기도 했다. 이들은 조선총독 하세가와 요시미치에게 현금으로 여행 경비를 받았으며, 한국에서 떠날 때는 이완용이 전송하고 일본에 도착해서는 조선총독을 지낸 일본 총리 데라우치 마사타케의 초대를 받는 등 극진한 환대를 받았다. 이회광은 족자를 선물로 준비해 데라우치에게 전달했다.
1919년 3·1 운동 직후에는 일본 불교와 조선 불교 임제종을 합병하고자 다시 일본을 방문했다. 일본 정부의 고위 관료들과 접촉하고 돌아와 합병을 추진했으나, 강대련과의 갈등으로 반대에 부딪혀 실패했다. 여론이 악화되면서 해인사 승려들이 이회광의 사임을 요구하는 탄원서를 총독부에 제출하여 1924년 결국 해임사 주지 자리에서도 밀려났다. 조선총독부를 제치고 일본 본국과 직접 접촉하다가 말썽을 일으키는 지나친 친일 성향과 권력욕은 총독부와의 관계에도 도움이 되지 않았다.
이회광은 이에 굴하지 않고 위봉사 주지직에서 밀려난 곽법경과 함께 현 조선불교를 근간부터 바꾸어 정교일치(政敎一致)와 일선융화(日鮮融和)로 불교계를 개혁해야 한다는 친일적인 내용의 건백서를 제출했다. 김구하도 함께 공작에 참가했고 곽법경은 건백서를 들고 일본으로 건너가기까지 했으나, 이 사실이 언론에 보도되면서 계획은 또다시 좌절되었다.

## 사후
2002년 발표된 친일파 708인 명단과 민족문제연구소가 2008년 발표된 민족문제연구소의 친일인명사전 수록예정자 명단에 모두 포함되었다. 2007년 대한민국 친일반민족행위진상규명위원회가 발표한 친일반민족행위 195인 명단에도 들어 있다.

## 평가
불교를 일본에 팔아먹은 ‘불교계의 이완용’으로 지탄을 받고 있다. 또한 그가 추진한 일본 불교 소토슈와 연합 조약은 민족계와 친일계로 불교계가 나뉘는 계기가 되었으며, 아울러 1980년 후반까지 이어져온 불교계 내분의 뿌리가 되었다.

## 같이 보기
- 원종
- 불교진흥회

## 참고자료
- 친일반민족행위진상규명위원회 (2007년 12월). 〈이회광〉 (PDF). 《2007년도 조사보고서 II - 친일반민족행위결정이유서》. 서울. 1911~1928쪽쪽. 발간등록번호 11-1560010-0000002-10. [깨진 링크(과거 내용 찾기)]
- 임혜봉 (1994년 9월 1일). 〈불교계의 이완용, 친일승려 이회광〉. 《불교사 100장면》. 서울: 가람기획. ISBN 9788985466172.
- 임혜봉 (2005년 3월 1일). 〈이회광: 종단을 팔고 조상을 바꾼 극렬한 친일승〉. 《친일 승려 108인》. 서울: 청년사. 48~74쪽쪽. ISBN 9788972783848.
- 임종국 (1991년 2월 1일). 〈초기 종교침략과 친일파〉. 《실록 친일파》. 반민족문제연구소 엮음. 서울: 돌베개. ISBN 8971990368.